# Bahnstrecke Lod–Chadera Mizrach
Die Neue Ostbahn oder Bahnstrecke Lod–Chadera Mizrach (hebräisch הַמְּסִלָּה הַמִּזְרָחִית הַחֲדָשָׁה ha-Məsillah ha-Mizrachīt ha-Chadaschah, deutsch ‚die Neue Ostbahn‘) ist eine teils noch in Bau befindliche Bahnstrecke in Israel. Sie folgt zwischen den Bahnhöfen Chadera Mizrach (Chadera Ost) und Lod (Lydda) der Trasse der alten Ostbahn, wird aber keine niveaugleichen Bahnübergänge mehr haben.
| Spurweite: | 1435 mm (Normalspur)     | | |
| |                          | | |
| Staat: | Israel                   | | |
| Kilometer: | Zählung ab Haifa Mizrach | | |
| \| \| \| \| \| \| \| \| Küstenbahn der Hauptlinie via Haifa von Naharija \| \| \| \| \| \| \| \| \| 44,7 \| Caesarea-Pardes Channah \| Caesarea-Pardes Channah \| \| \| \| \| \| \| \| 48,5 \| Bahnstrecke Naharija–Beʾer Scheva via Tel Aviv nach Beʾer Scheva \| Bahnstrecke Naharija–Beʾer Scheva via Tel Aviv nach Beʾer Scheva \| \| \| \| \| \| \| \| \| \| \| \| \| 49,5 \| Chadera Mizrach seit 1920 nur Güter, ab 2026 auch Personen \| Chadera Mizrach seit 1920 nur Güter, ab 2026 auch Personen \| \| \| \| \| \| \| \| \| Abzweig Granot Zentralgenossenschaft \| \| \| \| 50 \| Chaderah (Fluss) \| Chaderah (Fluss) \| \| \| \| \| \| \| \| ≈58 \| Achituv-Emeq Chefer ab 2026 Achituv 1948–1968 \| Achituv-Emeq Chefer ab 2026 Achituv 1948–1968 \| \| \| \| \| \| \| \| \| \| \| \| \| ≈59 \| vom Holzeinschlag im Walde ʿIron in Kafr Qara 1915–1918 \| vom Holzeinschlag im Walde ʿIron in Kafr Qara 1915–1918 \| \| \| \| \| \| \| \| 59,5 \| Ometz \| Ometz \| \| \| \| \| \| \| \| \| Qaqun 1937–1948 \| \| \| \| \| \| \| \| \| ≈61,7 \| Jikkon \| Jikkon \| \| \| ≈62,2 \| Bachan \| Bachan \| \| \| \| Grüne Linie trennt alte Trasse \| \| \| \| \| Grüne Linie \| \| \| \| 64,7 \| Nablus (Fluss) \| Nablus (Fluss) \| \| \| \| 66,3 Militärbahn von Masʿūdiyya \| \| \| \| 66,8 \| Tulkarm \| Tulkarm \| \| \| \| Grüne Linie \| \| \| \| 68,4 \| Teʾenim \| Teʾenim \| \| \| \| Ende der Umgehung \| \| \| \| 69,5 \| Schomron-Tayyibe ab 2026 neu \| Schomron-Tayyibe ab 2026 neu \| \| \| 72,5 \| Avrech \| Avrech \| \| \| 74,5 \| Alexander \| Alexander \| \| \| \| \| \| \| \| 76 \| Tira-Kochav Jaʾir–Zur Jigʾal ab 2026 \| Tira-Kochav Jaʾir–Zur Jigʾal ab 2026 \| \| \| \| \| \| \| \| \| \| \| \| \| 80 \| Ejal 1948–1968 Qalqiliya 1915–1948, dann trennte die Grüne Linie Bhf. und Ort \| Ejal 1948–1968 Qalqiliya 1915–1948, dann trennte die Grüne Linie Bhf. und Ort \| \| \| \| \| \| \| \| 81 \| Kfar Saba Zafon ab 2026 neu \| Kfar Saba Zafon ab 2026 neu \| \| \| \| Kfar Saba 1961–1993, ab 1968 nur Güter \| \| \| \| \| \| \| \| \| \| nach Kfar Saba; ← Scharonbahn ab 2026 \| \| \| \| \| \| \| \| \| \| Kvisch \| \| \| \| \| → Scharonbahn von Herzlia \| \| \| \| \| Qanah \| \| \| \| 90 \| Rosch ha-ʿAjin Zafon seit 2003 \| Rosch ha-ʿAjin Zafon seit 2003 \| \| \| \| Jarqonbahn nach Tel Aviv \| \| \| \| \| Rabbah \| \| \| \| \| Jarqonbahn von Tel Aviv \| \| \| \| \| \| \| \| \| 91 \| Rosch ha-ʿAjin Darom ab 2026 Ras el-ʿAin 1915–1948 Rosch ha-ʿAjin 1948–93 / 2000–03 \| Rosch ha-ʿAjin Darom ab 2026 Ras el-ʿAin 1915–1948 Rosch ha-ʿAjin 1948–93 / 2000–03 \| \| \| \| \| \| \| \| \| Schiloh (Wadi Amuriyya) \| \| \| \| \| Masor \| \| \| \| 96 \| Elʿad ab 2026 \| Elʿad ab 2026 \| \| \| \| \| \| \| \| \| Rinnatia 1948–1993 Rantiya 1933–1948 \| \| \| \| \| \| \| \| \| \| \| \| \| \| \| von Steinbrüchen bei Tirat Jehuda \| \| \| \| \| \| \| \| \| \| Jehud \| \| \| \| 103,3 \| von der US ATC-Basis[1] 1942–1947 \| von der US ATC-Basis[1] 1942–1947 \| \| \| \| \| \| \| \| 104 \| Teʿufah ab 2026 \| Teʿufah ab 2026 \| \| \| \| \| \| \| \| \| \| \| \| \| 104 \| von der Nachschubbasis bei Beit Nabālā 1918–1949 bis al-Lubban \| von der Nachschubbasis bei Beit Nabālā 1918–1949 bis al-Lubban \| \| \| \| \| \| \| \| \| \| \| \| \| 104,5 \| Kafr Dschinnis 1915–1933 \| Kafr Dschinnis 1915–1933 \| \| \| \| \| \| \| \| 105,6 \| Natuf \| Natuf \| \| \| \| Haupt-Landesstraße 1 \| \| \| \| \| Schnellstrecke Tel Aviv–Jerusalem \| \| \| \| \| von der Schnellstrecke aus Tel Aviv \| \| \| \| 107,4 \| Ajjalon \| Ajjalon \| \| \| 107,5 \| Lod Zafon ab 2026 \| Lod Zafon ab 2026 \| \| \| 110 \| → J&J-Linie von Jaffa/Tel Aviv \| → J&J-Linie von Jaffa/Tel Aviv \| \| \| 111 \| Lod seit 1891 \| Lod seit 1891 \| \| \| \| \| \| \| \| \| ← Sinai-Bahn nach Aschqelon bis 1948 weiter nach al-Qantara \| \| \| \| \| \| \| \| \| \| \| \| \| \| \| ↓ J&J-Linie nach Jerusalem-Malcha und Bahn nach Ramat Chovav bis 1927 nach Beʾer Scheva, bis 1917 nach al-Qusayma \| \| \| \| \| \| \| |                          | | |
| |                          | | |
| Strecke |                          | Küstenbahn der Hauptlinie via Haifa von Naharija                                                                  | Küstenbahn der Hauptlinie via Haifa von Naharija                                                                  |
| |                          | | |
| Bahnhof | 44,7                     | Caesarea-Pardes Channah                                                                                           | Caesarea-Pardes Channah                                                                                           |
| |                          | | |
| Abzweig geradeaus und nach rechts | 48,5                     | Bahnstrecke Naharija–Beʾer Scheva via Tel Aviv nach Beʾer Scheva                                                  | Bahnstrecke Naharija–Beʾer Scheva via Tel Aviv nach Beʾer Scheva                                                  |
| |                          | | |
| |                          | | |
| ehemaliger Bahnhof | 49,5                     | Chadera Mizrach seit 1920 nur Güter, ab 2026 auch Personen                                                        | Chadera Mizrach seit 1920 nur Güter, ab 2026 auch Personen                                                        |
| |                          | | |
| Abzweig ehemals geradeaus und nach links |                          | Abzweig Granot Zentralgenossenschaft                                                                              | Abzweig Granot Zentralgenossenschaft                                                                              |
| Brücke über Wasserlauf (Strecke außer Betrieb) | 50                       | Chaderah (Fluss)                                                                                                  | Chaderah (Fluss)                                                                                                  |
| |                          | | |
| Bahnhof (Strecke außer Betrieb) | ≈58                      | Achituv-Emeq Chefer ab 2026 Achituv 1948–1968                                                                     | Achituv-Emeq Chefer ab 2026 Achituv 1948–1968                                                                     |
| |                          | | |
| |                          | | |
| Abzweig geradeaus und von links (Strecke außer Betrieb) | ≈59                      | vom Holzeinschlag im Walde ʿIron in Kafr Qara 1915–1918                                                           | vom Holzeinschlag im Walde ʿIron in Kafr Qara 1915–1918                                                           |
| |                          | | |
| Brücke über Wasserlauf (Strecke außer Betrieb) | 59,5                     | Ometz | Ometz |
| |                          | | |
| Bahnhof (Strecke außer Betrieb) |                          | Qaqun 1937–1948                                                                                                   | Qaqun 1937–1948                                                                                                   |
| |                          | | |
| Brücke über Wasserlauf (Strecke außer Betrieb) | ≈61,7                    | Jikkon | Jikkon |
| Brücke über Wasserlauf (Strecke außer Betrieb) | ≈62,2                    | Bachan | Bachan |
| Abzweig geradeaus und nach links (Strecke außer Betrieb) · Strecke von rechts (außer Betrieb) |                          | Grüne Linie trennt alte Trasse                                                                                    | Grüne Linie trennt alte Trasse                                                                                    |
| Strecke (außer Betrieb) · Grenze (Strecke außer Betrieb) |                          | Grüne Linie | Grüne Linie |
| Brücke über Wasserlauf (Strecke außer Betrieb) · Brücke über Wasserlauf (Strecke außer Betrieb) | 64,7                     | Nablus (Fluss) | Nablus (Fluss) |
| Strecke (außer Betrieb) · Abzweig geradeaus und von links (Strecke außer Betrieb) |                          | 66,3 Militärbahn von Masʿūdiyya                                                                                   | 66,3 Militärbahn von Masʿūdiyya                                                                                   |
| Strecke (außer Betrieb) · Bahnhof (Strecke außer Betrieb) | 66,8                     | Tulkarm | Tulkarm |
| Strecke (außer Betrieb) · Grenze (Strecke außer Betrieb) |                          | Grüne Linie | Grüne Linie |
| Brücke über Wasserlauf (Strecke außer Betrieb) · Brücke über Wasserlauf (Strecke außer Betrieb) | 68,4                     | Teʾenim | Teʾenim |
| Strecke nach links (außer Betrieb) · Abzweig geradeaus und von rechts (Strecke außer Betrieb) |                          | Ende der Umgehung                                                                                                 | Ende der Umgehung                                                                                                 |
| Bahnhof (Strecke außer Betrieb) | 69,5                     | Schomron-Tayyibe ab 2026 neu                                                                                      | Schomron-Tayyibe ab 2026 neu                                                                                      |
| Brücke über Wasserlauf (Strecke außer Betrieb) | 72,5                     | Avrech | Avrech |
| Brücke über Wasserlauf (Strecke außer Betrieb) | 74,5                     | Alexander | Alexander |
| |                          | | |
| Bahnhof (Strecke außer Betrieb) | 76                       | Tira-Kochav Jaʾir–Zur Jigʾal ab 2026                                                                              | Tira-Kochav Jaʾir–Zur Jigʾal ab 2026                                                                              |
| |                          | | |
| |                          | | |
| Bahnhof (Strecke außer Betrieb) | 80                       | Ejal 1948–1968 Qalqiliya 1915–1948, dann trennte die Grüne Linie Bhf. und Ort                                     | Ejal 1948–1968 Qalqiliya 1915–1948, dann trennte die Grüne Linie Bhf. und Ort                                     |
| |                          | | |
| Bahnhof (Strecke außer Betrieb) | 81                       | Kfar Saba Zafon ab 2026 neu                                                                                       | Kfar Saba Zafon ab 2026 neu                                                                                       |
| Kopfbahnhof Streckenanfang (Strecke außer Betrieb) · Strecke (außer Betrieb) |                          | Kfar Saba 1961–1993, ab 1968 nur Güter                                                                            | Kfar Saba 1961–1993, ab 1968 nur Güter                                                                            |
| |                          | | |
| Abzweig quer und nach links (Strecke außer Betrieb) · Abzweig geradeaus und nach rechts (Strecke außer Betrieb) |                          | nach Kfar Saba; ← Scharonbahn ab 2026                                                                             | nach Kfar Saba; ← Scharonbahn ab 2026                                                                             |
| |                          | | |
| Strecke mit Straßenbrücke (Strecke außer Betrieb) |                          | Kvisch | Kvisch |
| Abzweig ehemals geradeaus und von rechts |                          | → Scharonbahn von Herzlia                                                                                         | → Scharonbahn von Herzlia                                                                                         |
| Brücke über Wasserlauf |                          | Qanah | Qanah |
| Bahnhof | 90                       | Rosch ha-ʿAjin Zafon seit 2003                                                                                    | Rosch ha-ʿAjin Zafon seit 2003                                                                                    |
| Abzweig geradeaus und nach rechts |                          | Jarqonbahn nach Tel Aviv                                                                                          | Jarqonbahn nach Tel Aviv                                                                                          |
| Brücke über Wasserlauf |                          | Rabbah | Rabbah |
| Abzweig geradeaus und von rechts |                          | Jarqonbahn von Tel Aviv                                                                                           | Jarqonbahn von Tel Aviv                                                                                           |
| |                          | | |
| ehemaliger Bahnhof | 91                       | Rosch ha-ʿAjin Darom ab 2026 Ras el-ʿAin 1915–1948 Rosch ha-ʿAjin 1948–93 / 2000–03                               | Rosch ha-ʿAjin Darom ab 2026 Ras el-ʿAin 1915–1948 Rosch ha-ʿAjin 1948–93 / 2000–03                               |
| |                          | | |
| Brücke über Wasserlauf |                          | Schiloh (Wadi Amuriyya)                                                                                           | Schiloh (Wadi Amuriyya)                                                                                           |
| Brücke über Wasserlauf |                          | Masor | Masor |
| ehemaliger Bahnhof | 96                       | Elʿad ab 2026 | Elʿad ab 2026 |
| |                          | | |
| ehemaliger Bahnhof |                          | Rinnatia 1948–1993 Rantiya 1933–1948                                                                              | Rinnatia 1948–1993 Rantiya 1933–1948                                                                              |
| |                          | | |
| |                          | | |
| Abzweig geradeaus und ehemals von links |                          | von Steinbrüchen bei Tirat Jehuda                                                                                 | von Steinbrüchen bei Tirat Jehuda                                                                                 |
| |                          | | |
| Brücke über Wasserlauf |                          | Jehud | Jehud |
| Abzweig geradeaus und ehemals von rechts | 103,3                    | von der US ATC-Basis 1942–1947                                                                                    | von der US ATC-Basis 1942–1947                                                                                    |
| |                          | | |
| ehemaliger Bahnhof | 104                      | Teʿufah ab 2026                                                                                                   | Teʿufah ab 2026                                                                                                   |
| |                          | | |
| |                          | | |
| Abzweig geradeaus und ehemals von links | 104                      | von der Nachschubbasis bei Beit Nabālā 1918–1949 bis al-Lubban                                                    | von der Nachschubbasis bei Beit Nabālā 1918–1949 bis al-Lubban                                                    |
| |                          | | |
| |                          | | |
| ehemaliger Bahnhof | 104,5                    | Kafr Dschinnis 1915–1933                                                                                          | Kafr Dschinnis 1915–1933                                                                                          |
| |                          | | |
| Brücke über Wasserlauf | 105,6                    | Natuf | Natuf |
| Strecke mit Straßenbrücke |                          | Haupt-Landesstraße 1                                                                                              | Haupt-Landesstraße 1                                                                                              |
| Kreuzung geradeaus unten |                          | Schnellstrecke Tel Aviv–Jerusalem                                                                                 | Schnellstrecke Tel Aviv–Jerusalem                                                                                 |
| Abzweig geradeaus und von rechts |                          | von der Schnellstrecke aus Tel Aviv                                                                               | von der Schnellstrecke aus Tel Aviv                                                                               |
| Brücke über Wasserlauf | 107,4                    | Ajjalon | Ajjalon |
| ehemaliger Bahnhof | 107,5                    | Lod Zafon ab 2026                                                                                                 | Lod Zafon ab 2026                                                                                                 |
| Abzweig geradeaus und von rechts | 110                      | → J&J-Linie von Jaffa/Tel Aviv                                                                                    | → J&J-Linie von Jaffa/Tel Aviv                                                                                    |
| Bahnhof | 111                      | Lod seit 1891 | Lod seit 1891 |
| |                          | | |
| Abzweig geradeaus und nach rechts |                          | ← Sinai-Bahn nach Aschqelon bis 1948 weiter nach al-Qantara                                                       | ← Sinai-Bahn nach Aschqelon bis 1948 weiter nach al-Qantara                                                       |
| |                          | | |
| |                          | | |
| Strecke |                          | ↓ J&J-Linie nach Jerusalem-Malcha und Bahn nach Ramat Chovav bis 1927 nach Beʾer Scheva, bis 1917 nach al-Qusayma | ↓ J&J-Linie nach Jerusalem-Malcha und Bahn nach Ramat Chovav bis 1927 nach Beʾer Scheva, bis 1917 nach al-Qusayma |
| |                          | | |

## Geschichte
Das Gros des Streckenverlaufs (Abschnitt Lod bis nahe Chaderas) erstellten 1915 deutsche und osmanische Soldaten der Mittelmächte unter Leitung des Bahningenieurs Heinrich August Meißner für die Osmanische Militärbahn in Palästina, um den Nachschub zur Sinai- und Palästinafront im Ersten Weltkrieg besorgen zu können. Dieser Abschnitt war zunächst in der Spurweite 1050 mm erbaut, wie die nördlicheren Strecken (Samariabahn), an die er in Silat eẓ-Ẓahr anschloss.
Diese Strecke verlief in gehörigem Abstand außer Schussweite östlich der Küste (daher Ostbahn), dafür aber durch minder gängiges Gelände, da die britische Marine den gesamten Küstenabschnitt der Levante dominierte und unter Geschützfeuer nehmen konnte. Die osmanische Militärbahn Masʿūdiyya–Sinai erreichte über den neuen Bahnknoten Masʿūdiyya, dann zwischen Lod und Wadi Sarar einen Abschnitt der 1892 eröffneten J&J-Linie Jaffa–Jerusalem einbeziehend, schließlich die ägyptische Sinai-Halbinsel.

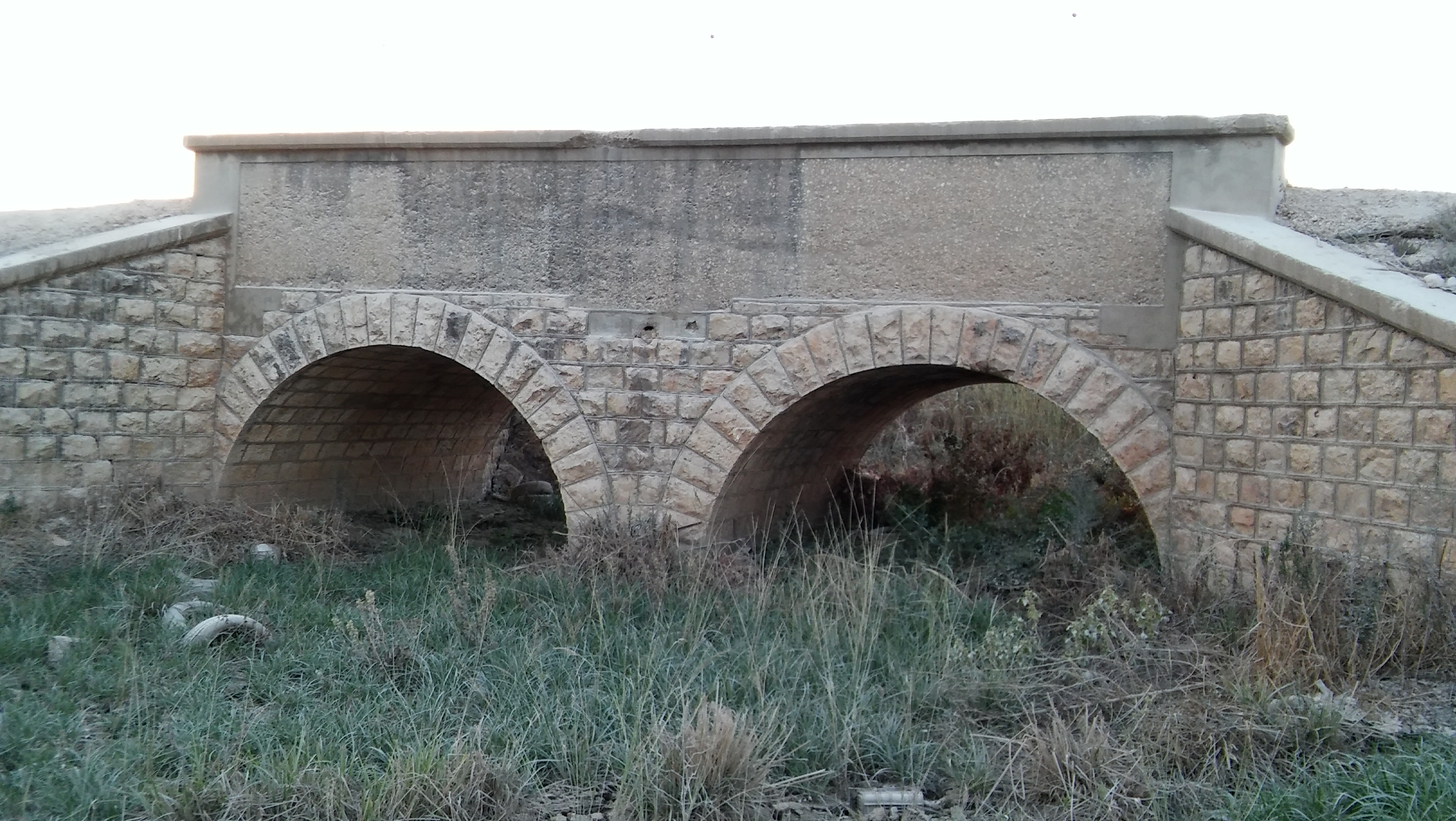
Osmanische Bahnbrücke über den Avrech, 2016

Im Zuge der britischen Eroberung des Landes 1917/1918 errichteten die Britischen Militärbahnen in Palästina vom Sultanat Ägypten ausgehend ihr eigenes Bahnnetz in Normalspur (1435 mm) und übernahmen teils eingenommene osmanische Strecken, indem sie sie umspurten.
Die Militärbahnen verbreiterten die Militärbahn Masʿūdiyya–Sinai zwischen Beʾer Scheva im Süden und Tulkarm im Norden auf Normalspur und verlängerten sie durch die Scharonebene, wo sie die Trasse der zwecks Holzgewinnung errichteten Nebenstrecke in die Wälder nahe Chaderas nutzten, dann nordwärts auf neuer Trasse am Küstensaum entlang weiter nach Haifa, wohin am 1. November 1920 der Bahnbetrieb aufgenommen wurde. Damit gehörte die Ostbahn zur Stammstrecke der Palestine Railways vom ägyptischen El Qantara nach Haifa. Seit dem Arabischen Aufstand (1936–1939) sicherte britisches Militär wichtige Bahninfrastruktur, um sich häufende Anschläge zu verhüten, wozu in der Folge Pillboxes zum Schutz der Wachen errichtet wurden.

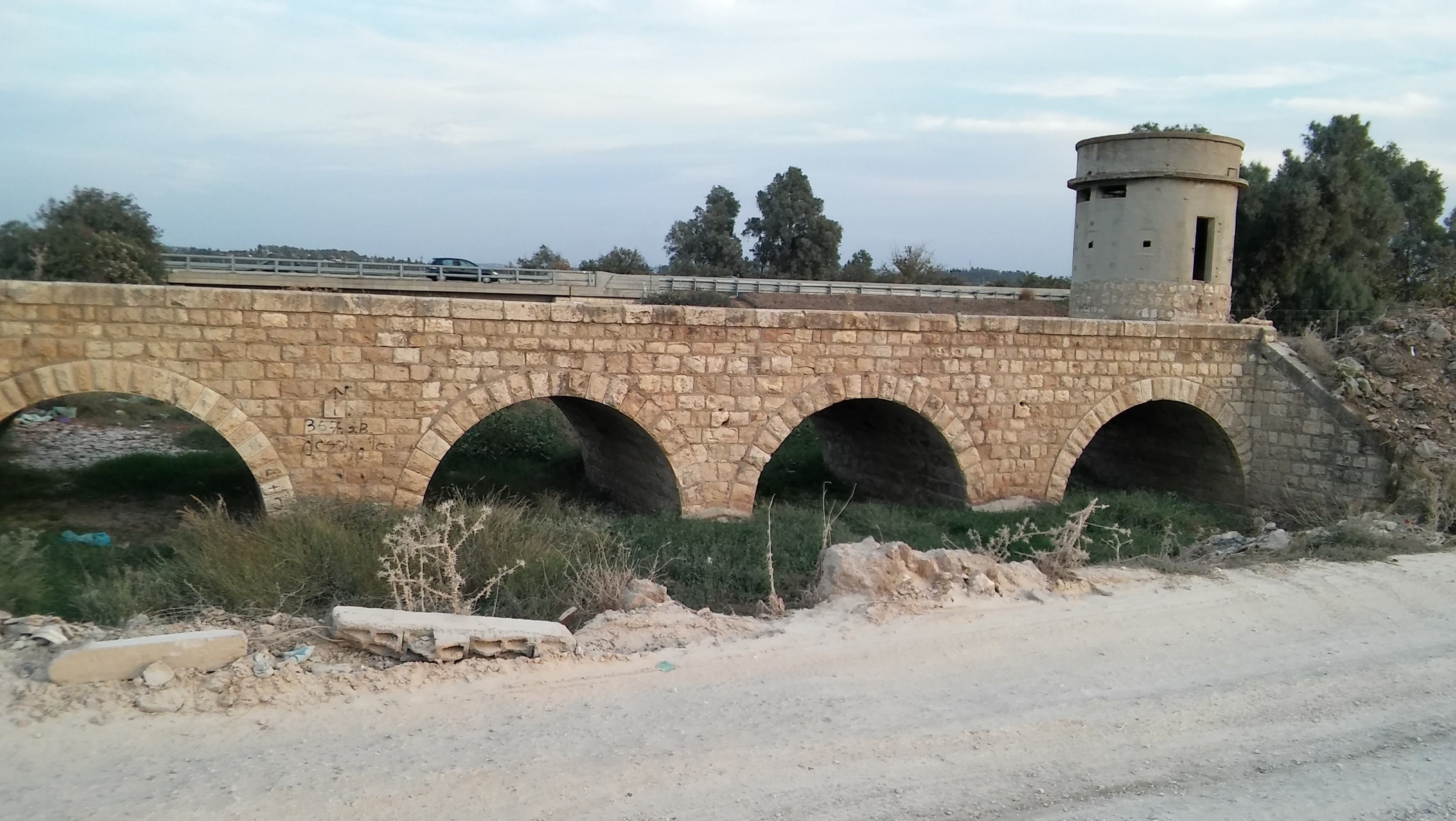
Osmanische Bahnbrücke über den Alexander mit britischer Pillbox, 2016

1954 wurde die Strecke am Küstensaum auch nach Süden bis Tel Aviv-Jaffa verlängert (Küstenbahn von der libanesischen Grenze bis zum Anschluss an die Strecke Jaffa–Jerusalem, heute bedient von der Hauptlinie Naharija–Beʾer Scheva). Zwischen Lod an der J&J-Linie und dem Anschluss an die Küstenbahn kurz hinter Chadera Mizrach bezeichnet man die Bahnstrecke als Ostbahn (hebräisch הַמְּסִלָּה הַמִּזְרָחִית ha-Məsillah ha-Mizrachīt) bzw. nach dem kreuzungsfreien Ausbau als Neue Ostbahn.

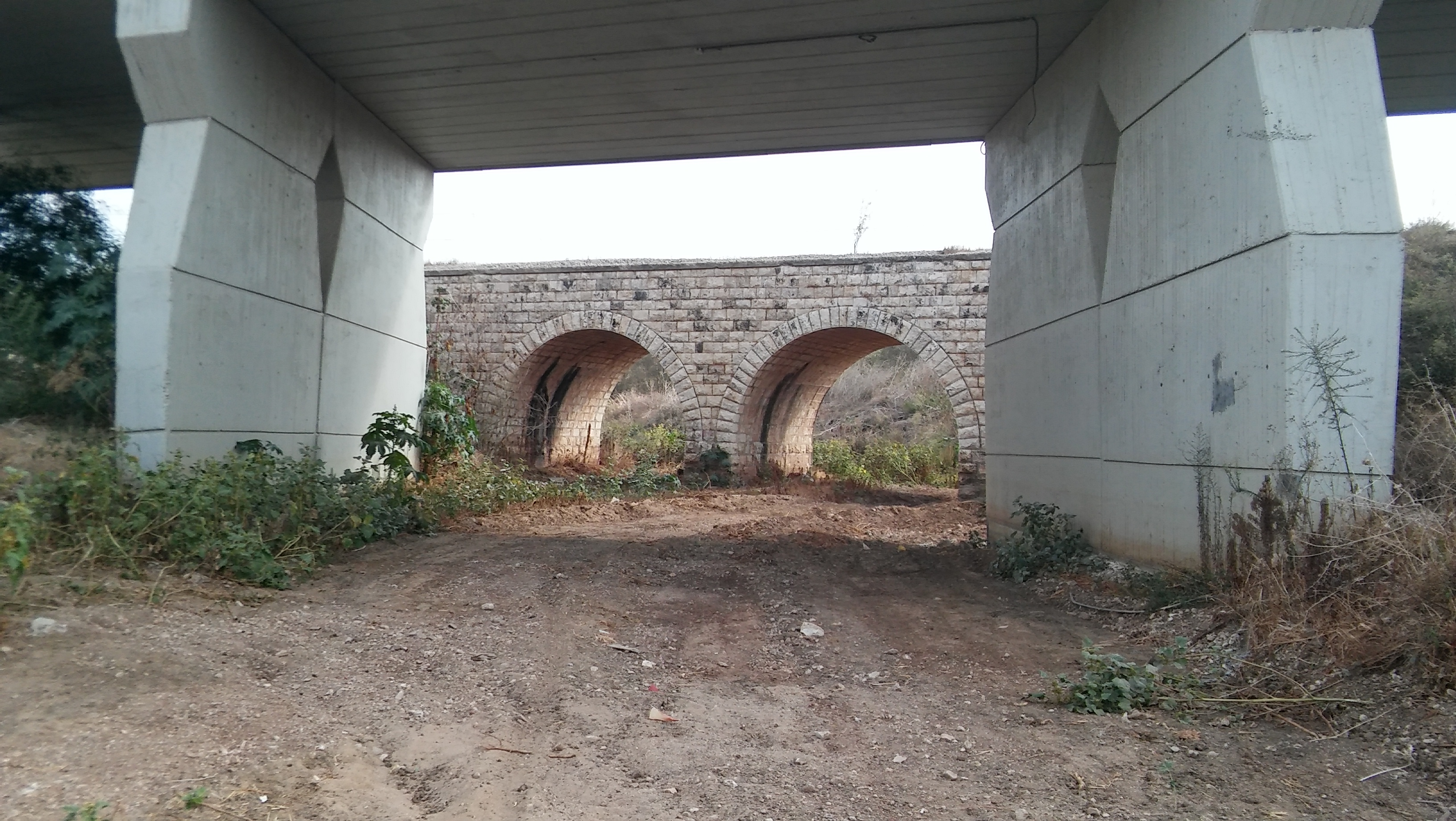
Neue und alte Bahnbrücke über den Qanah, 2016

Der Abschnitt der Militärbahn Masʿūdiyya–Sinai zwischen Tulkarm und Masʿūdiyya sowie die Samariabahn behielten ihre schmale Spurweite und stellten den Verkehr Ende der 1930er Jahre mangels Frachtaufkommens ein, das mit dem Ausbau der Straßen zunehmend auf den Lastverkehr entfiel. Als Folge des Krieges um Israels Unabhängigkeit 1948/1949 zerschnitt die Grüne Linie die Ostbahn, da der Streckenabschnitt um und in Tulkarm nun zu Jordanien gehörte. Die israelische Staatsbahn Rakkevet Israel übernahm die Palestine Railways und verband 1949 durch eine Umgehung Tulkarms auf israelischem Gebiet beide Stränge der Ostbahn wieder.

Kfar Saba: Packhaus mit Personenabfertigung, Oktober 1961

Die Stadt Kfar Saba und die RI finanzierten 1960/1961 gemeinsam den Bau einer Stichstrecke ab Sdej Chemed ins neue Gewerbegebiet am östlichen Stadtrand, wo ein neues Zitruspackhaus mit Personenabfertigung eröffnet worden war. Der Reiseverkehr wurde 1968 eingestellt, der Güterverkehr ging bis in die 1990er weiter. Zwischen den Bahnhöfen Chadera Mizrach und Rosch ha-ʿAjin wurde der Verkehr 1968 ganz eingestellt, Gleisanlagen entfernt und Trassen ab 1969 teils überbaut. Ab Anschluss der Jarqonbahn südwärts dient die Ostbahn als Güterumgehungsbahn für die stark befahrene Strecke im Ajjalontal im Stadtgebiet Tel Avivs.

## Stand von Planung und Bau
Der Bau der Strecke soll 2,5 Mrd. Euro kosten. Geplant ist eine 65 km lange Strecke mit neuen oder erneuerten Haltepunkten und Bahnhöfen, einschließlich einer Erweiterung des Güterbahnhofs Chadera Mizrach um einen Personenbahnhof. Die übrigen sind: Achituv-Emeq Chefer (1948–1968: Achituv), Schomron-Tayyibe (neu), Tira-Kochav Jaʾir–Zur Jigʾal (neu), Kfar Saba Zafon (neu), Elʿad, Teʿufah (Airport City; neu) und Lod Zafon (neu). Die Bahnhöfe Rosch ha-ʿAjin Zafon (2003 eröffnet) und Rosch ha-ʿAjin Darom (wieder ab 2026; 1915–1993 und 2000–2003: Rosch ha-ʿAjin) sollen im Zuge des Neubaus ausgebaut werden. Die Strecke wird 30 kreuzungsfreie Straßenüber- und -unterquerungen erhalten.
Nachdem die erforderlichen Enteignungsverfahren für die betroffenen Grundstücke abgeschlossen waren, konnte am 11. Juni 2019 mit dem Bau des nördlichen Abschnitts begonnen werden, der entlang der Haupt-Landesstraße  verläuft. Den Kontrakt für die Bauarbeiten mit dem staatliche Infrastrukturunternehmen Netivei Jisraʾel hat die Baugesellschaft Solel Boneh gewonnen.